# Sergio Fabián Vázquez
Sergio Fabián Vázquez (* 23. November 1965 in Buenos Aires) ist ein ehemaliger argentinischer Fußballspieler. Auf Vereinsebene unter anderem bei Ferro Carril Oeste und dem chilenischen Klub CD Universidad Católica aktiv, nahm er mit der Nationalmannschaft seines Heimatlandes auch an der Fußball-Weltmeisterschaft 1994 in den USA teil.

## Karriere

### Vereinskarriere
Sergio Vázquez, geboren am 23. November 1965 in der argentinischen Hauptstadt Buenos Aires, begann seine fußballerische Laufbahn beim dort ansässigen Verein Ferro Carril Oeste. Der Traditionsklub hatte in den Jahren 1982 und 1984 seine ersten und bis heute auch einzigen argentinischen Meisterschaften gewonnen und zählte somit zum Zeitpunkt des Einstieges von Sergio Vázquez in die Profiabteilung zu den erfolgreichsten Klubs den Landes. Allerdings gelang es dem Abwehrspieler nicht, in den folgenden Jahren eine nationale Meisterschaft mit Ferro Carril Oeste zu gewinnen. Zwischen 1985 und 1991 lief er in insgesamt 161 Ligaspielen für den Verein auf. Dabei gelangen ihm vier Torerfolge. In den ersten beiden Jahren von Sergio Vázquez’ Engagement im Team von Trainer Carlos Griguol wurde jeweils der sechste Platz in der Primera División erreicht. 1987/88 landete man jedoch nur auf Rang vierzehn. In der Folgezeit verstärkte sich die Negativentwicklung von Ferro Carril Oeste, in der Saison 1988/89 wurde man gerade einmal Achtzehnter. Sergio Vázquez spielte noch bis 1991 bei Ferro Carril Oeste, ehe er den Verein nach sechs Jahren verließ und sich zur Saison 1992 dem Racing Club anschloss. Im Torneo Clausura der Primera División 1991/92 wurde am Ende der siebte Tabellenplatz belegt. Für das Torneo Apertura der Saison 1992/93 unterschrieb Vázquez bei Rosario Central, mit dem er Vierzehnter wurde.
In der Folge spielte Sergio Vázquez von 1993 bis 1995 für den chilenischen Verein CD Universidad Católica Fußball. Gleich in seinem ersten Jahr bei dem neuen Verein gelang Vázquez mit seiner Mannschaft nach Erfolgen über Atlético Nacional aus Kolumbien, Barcelona SC Guayaquil aus Ecuador sowie América de Cali ebenfalls aus Kolumbien der Einzug ins Endspiel der Copa Libertadores, wo man auf den brasilianischen Vertreter und Titelverteidiger FC São Paulo traf. Nachdem der FC São Paulo das Hinspiel schon mit 5:1 gewinnen konnte, reichte Universidad Católica auch der 2:0-Rückspielsieg nicht, um den Sieg in der Copa Libertadores 1993 zu erringen. Ein Jahr später gelang mit 1:3 und 5:1 nach Verlängerung der Gewinn der Copa Interamericana gegen den costa-ricanischen Vertreter Deportivo Saprissa. Im Hinspiel gelang Sergio Vázquez der Treffer zum zwischenzeitlichen 1:2. 1995 gewann Sergio Vázquez schließlich noch seinen zweiten Titel mit Universidad Católica. In der Copa Chile setzte sich das Team von Trainer Manuel Pellegrini mit 4:2 gegen CD Cobreloa durch.
Zur Saison 1996 wechselte Vázquez zurück in seine argentinische Heimat zu CA Banfield, wo er in einem Jahr zu sechs Einsätzen kam. Ebenfalls ein Jahr spielte er 1997 in Japan für Avispa Fukuoka. Dort beendete er seine fußballerische Laufbahn schließlich im Alter von 32 Jahren.

### Nationalmannschaft
Zwischen 1991 und 1994 machte Sergio Vázquez insgesamt dreißig Länderspiele für die argentinische Fußballnationalmannschaft. Ein Torerfolg gelang dem Verteidiger dabei nicht. Von Nationaltrainer Alfio Basile wurde er ins Aufgebot der Südamerikaner für die Fußball-Weltmeisterschaft 1994 in den Vereinigten Staaten berufen. Bei dem Turnier selbst blieb der Akteur von Universidad Católica jedoch ohne Einsatz. Die argentinische Mannschaft indes erreichte als Dritter der Gruppe D hinter Nigeria und Bulgarien das Achtelfinale, wo man jedoch Rumänien mit 2:3 unterlegen war und aus dem Turnier ausschied.
Neben der Weltmeisterschaft 1994 war Sergio Vázquez Teil von zwei argentinischen Mannschaft, die die Copa América siegreich gestalten konnten. Bei der Copa América 1991 in Chile rangierte das argentinische Team in der Finalrunde knapp vor Brasilien, während man zwei Jahre später in Ecuador das Endspiel mit 2:1 gegen Mexiko gewinnen konnte. Zudem war Vázquez Teil der argentinischen Auswahl, die den ersten FIFA-Konföderationen-Pokal überhaupt gewinnen konnte. Im König-Fahd-Pokal 1992 besiegte man im Endspiel Gastgeber Saudi-Arabien mit 3:1. Sergio Vázquez wirkte dort über die komplette Spielzeit mit.

## Erfolge
- FIFA-Konföderationen-Pokal: 1×
1992 mit der argentinischen Nationalmannschaft
- Copa América: 2×
1991 und 1993 mit der argentinischen Nationalmannschaft
- Copa Interamericana: 1×
1994 mit Universidad Católica
- Copa Chile: 1×
1995 mit Universidad Católica